# Крилатица (Кратово)
Крилатица (мкд. Крилатица) је насеље у Северној Македонији, у северном делу државе. Крилатица је у оквиру општине Кратово.

## Географија
Крилатица је смештена у северном делу Северне Македоније. Од најближег града, Куманова, село је удаљено 35 km источно.
Село Крилатица се налази у историјској области Средорек. Насеље је положено у долини Криве реке, на приближно 470 метара надморске висине.
Месна клима је умерено континентална.

## Становништво
Крилатица је према последњем попису из 2002. године имала 141 становника. Од тога огромну већину чине етнички Македонци.
Претежна вероисповест месног становништва је православље.